# تابيناروف
تابيناروف( Tapinarof) ،المعروف أيضًا باسم بانڤيتيمود(benvitimod ) و يباع تحت الاسم التجاري ڤتاما( Vtama)، هو دواء يستخدم لعلاج الصدفية اللويحية.   يتم تطبيقه على الجلد . 
تشمل الآثار الجانبية الشائعة لهذا العقار على: التهاب الجريبات و الحكة و التهاب الجلد التماسي.  وهو منشط لمستقبلات الهيدروكربون الأريل . 
تمت الموافقة عليه لاستخدام طبيًا في الولايات المتحدة في عام 2022.  و لم يوافق عليه في أوروبا أو المملكة المتحدة اعتبارًا من عام 2022.  في الولايات المتحدة تبلغ تكلفة 60 جرامًا من الكريم 1% حوالي 1400 دولار أمريكي اعتبارًا من عام 2022. 